# Bartholomäus Schobinger
Bartholomäus Schobinger (auch Bartholome Schowinger; * 14. Januar 1500; † 16. Juli 1585) war ein Kaufmann und Alchemist in St. Gallen.

## Leben
Bartholomäus Schobinger war der Sohn von Hans Schobinger, 1490 bei der Belagerung St. Gallens äbtischer Hauptmann, 1506 bis 1521 äbtischer Obervogt des Schlosses Oberberg, der sich 1520 in St. Gallen einbürgerte. Seine Mutter war Elisabetha Schobinger, geb. von Kienberg. Sein Bruder Heinrich Schobinger (1489–1537) liess sich 1517 als Kaufmann in München nieder; mit diesem stand er in engem geschäftlichem Kontakt und hieraus entwickelte sich die Schobinger’sche Handelsgesellschaft.
Nach seiner ersten Hochzeit gelangte er durch seinen Eisen- und Textilhandel sowie den Bergbau zu grossem Reichtum. Er engagierte sich auch in öffentlichen Angelegenheiten und beschäftigte sich mit gelehrten Fragen der Alchemie, aber auch der kirchlichen Reformbewegung, der er sich anschloss. Er war auch eng mit den Reformatoren Johannes Kessler und Joachim Vadian befreundet und stand in enger Verbindung mit dem Reformator und Alchimisten Raphael Eglin, der wiederum mit Johann Conrad Meyer, Bürgermeister in Schaffhausen, mit dem er durch seine zweite Ehefrau entfernt verwandt war, in Verbindung stand.
Schobinger war von 1535 bis 1548 und von 1553 bis 1555 Baumeister und bekleidete unter anderem von 1550 bis 1582 das Amt des Ratsherrn, in dieser Zeit übte er 1559 das Amt des Münzprobierers aus und war 1561 Probierer für Goldschmiede und Zinngiesser, 1565 Obmann der Münzaufsichtsbeamten, in den Jahren 1566, 1571 und 1572 war er Verordneter in der Münze.
Er interessierte sich für die chemische Wissenschaft seiner Zeit und war in persönlicher Verbindung mit Paracelsus als sich dieser 1531 in St. Gallen aufhielt. So fertigte er auch die Schrift Rosarium Philosophorum, ein Kompendium, das alchemistisches Wissen aus verschiedenen Quellen und Traditionen versammelt und in Text und Bild, präsentiert.
Er entwickelte auch ein Rezept, das der Benediktinermönch Wolfgang Seidel (1492–1562) dazu nutzte, etwas herzustellen, das er Kunsthorn nannte und aus dem der heutige Kunststoff Galalith weiter entwickelt wurde; das ursprüngliche Rezept wurde 1530 im Augsburger Haus der Fugger niedergeschrieben und ist das zurzeit älteste bekannte deutsche Rezept für Kunststoff.

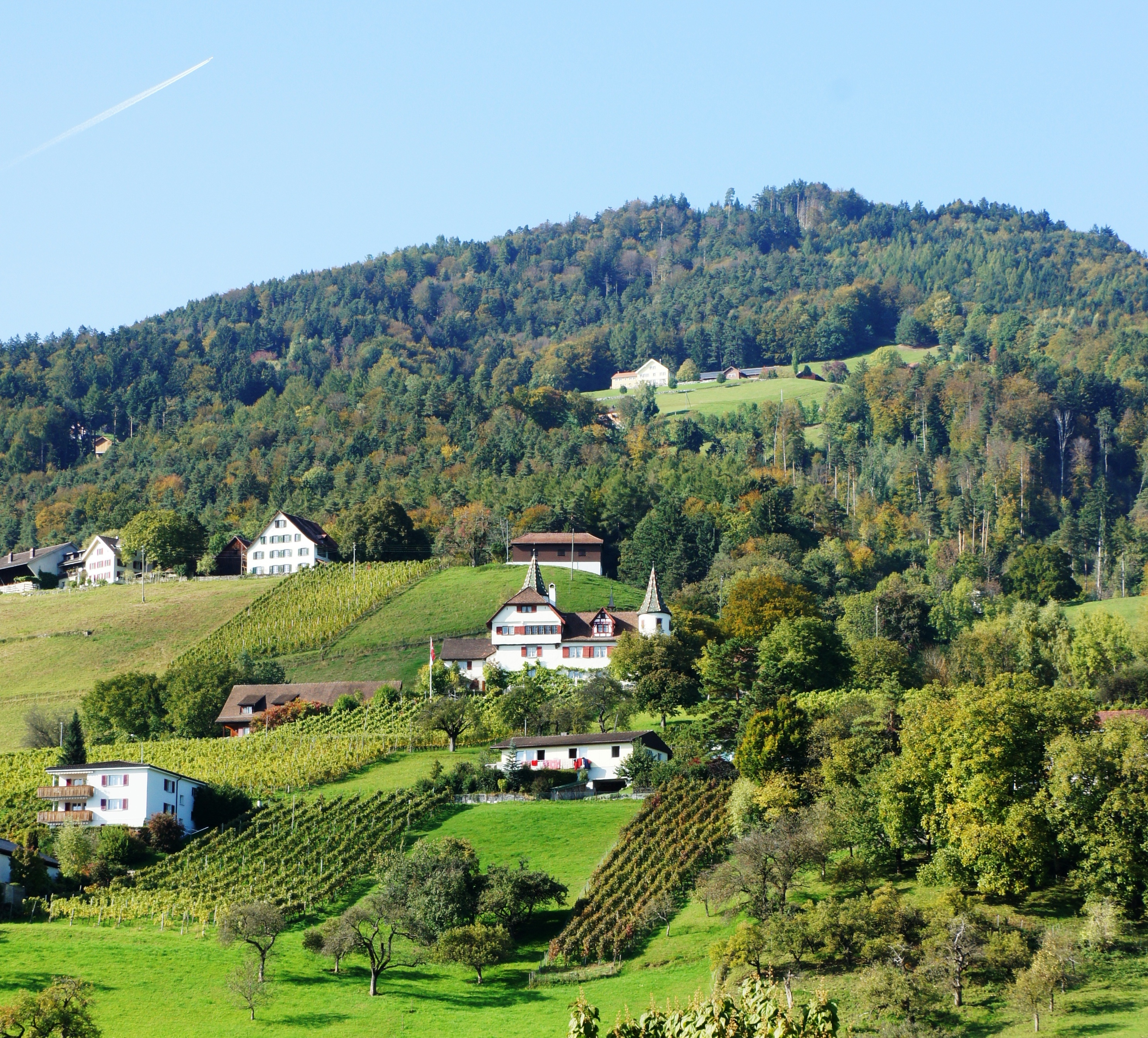
Schloss Weinstein mit Rebbergen im Oberdorf von Marbach

1531 und 1560 erhielt er mit verschiedenen Brüdern und Neffen Wappenbriefe von Kaiser Ferdinand I., der 1531 noch König war.
Bartholomäus Schobinger erbaute das Schloss Horn in Horn und besass darüber hinaus noch das Schloss Weinstein in Marbach. Er war Mitglied der Gesellschaft zum Notenstein.

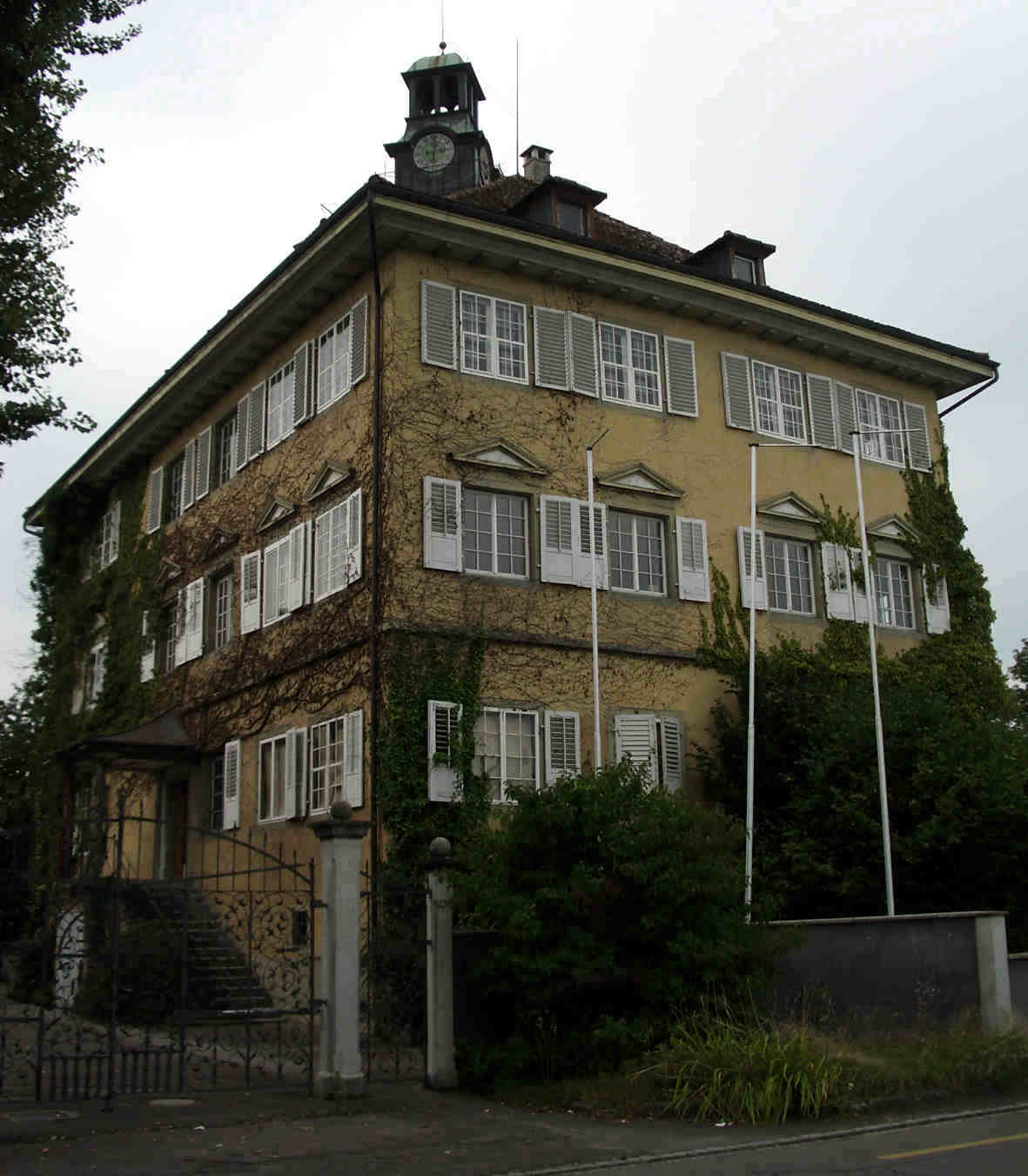
Schloss Horn

Bartholomäus Schobinger heiratete 1525 in erster Ehe Anna; Tochter des Zunftmeisters Michael Schappeler und damit erhielt er auch das Bürgerrecht der Stadt St. Gallen. In zweiter Ehe war er seit 1528 mit Helena, Tochter des Christian Studer und seit 1548 in dritter Ehe mit Elsbetha Sattler aus Konstanz verheiratet.
Von seinen 20 Kindern sind namentlich bekannt:
- Barbara Schobinger (* 3. September 1539 in St. Gallen; † 25. Oktober 1571 in Schaffhausen), verheiratet mit Heinrich Peyer († 1582 in Königsfelden)
- Bartholomäus Schobinger (Jurist) (1566–1604), studierte an der Universität Augsburg  war ein gelehrter Jurist, der eine bedeutende Bibliothek mit seltenen Manuscripten sammelte und die Schriften Vadian’s herausgeben wollte, aber an der Verwirklichung dieses Planes durch einen frühen Tod gehindert wurde. In seiner Bibliothek fand sich der →Codex Manesse. →Melchior Goldast
- David Schobinger
- Junker Schobinger, dieser übernahm 1598 das Schloss Heerbrugg.
- Tobias Schobinger (* 26. April 1539 in St. Gallen; † 21. Mai 1619 ebenda), Gutsbesitzer und Mathematiker, verheiratet mit Magdalena, geb. Kobler (* 1556 in St. Gallen; † 6. Juli 1640 ebenda); ihr gemeinsamer Sohn Sebastian Schobinger wurde später Bürgermeister in St. Gallen.

## Trivia
Der Medailleur und Bildschnitzer Friedrich Hagenauer fertigte eine Porträtmedaille Schobingers an.